# Asimina incana
Espèce
Asimina incana est une espèce de plantes à fleurs de la famille des Annonacées originaire des États-Unis.